# Sherwood (condado de Defiance, Ohio)
Sherwood es una villa ubicada en el condado de Defiance en el estado estadounidense de Ohio. En el Censo de 2010 tenía una población de 827 habitantes y una densidad poblacional de 215,46 personas por km².

## Geografía
Sherwood se encuentra ubicada en las coordenadas 41°17′35″N 84°32′57″O / 41.29306, -84.54917. Según la Oficina del Censo de los Estados Unidos, Sherwood tiene una superficie total de 3.84 km², de la cual 3.8 km² corresponden a tierra firme y (1.01%) 0.04 km² es agua.

## Demografía
Según el censo de 2010, había 827 personas residiendo en Sherwood. La densidad de población era de 215,46 hab./km². De los 827 habitantes, Sherwood estaba compuesto por el 96.74% blancos, el 0.36% eran afroamericanos, el 0.24% eran amerindios, el 0.12% eran asiáticos, el 0% eran isleños del Pacífico, el 0.85% eran de otras razas y el 1.69% pertenecían a dos o más razas. Del total de la población el 4.84% eran hispanos o latinos de cualquier raza.